# Pico Cristóbal Colón
Pico Cristóbal Colón (v překladu ze španělštiny štít Kryštofa Kolumba) je s odhadovanou výškou 5 775 metrů nejvyšší horou Kolumbie, celé oblasti karibského pobřeží a nejvyšším bodem Jižní Ameriky mimo Andy. Nachází se na severozápadě země v pohoří Sierra Nevada de Santa Marta, hora i větší část tohoto pohoří se nachází ve stejnojmenném národním parku. Pico Cistóbal Colón a Pico Simón Bolívar jsou nejvyšší vrcholy v Kolumbii a mají stejnou odhadovanou nadmořskou výšku, za vyšší z vrcholů se však považuje právě vrchol Pico Cristóbal Colón. Pico Cristóbal Colón je pátou nejprominentnější horou na světě (viz Prominence), jeho prominence dosahuje 5509 m. Nejbližší vrchol, který je vyšší, je Cayamble v Ekvádoru, vzdálený asi 1287 kilometrů. Hora je pojmenována po slavném mořeplavci Kryštofu Kolumbovi. Na vrcholu je stálá sněhová pokrývka.

## Horolezecký výstup
Colón poprvé vylezli v roce 1939 Walter Wood, Anderson Bakerwell a E. Praolini.
Přístup do těchto hor se stal na začátku 90. let velmi obtížný kvůli obchodníkům s drogami, partyzánským guerillám a snahou domorodých obyvatel zamezit cizincům přístup do těchto oblastí.
Expedice v roce 2015 vedená Johnem Biggarem byla jednou z prvních po mnoha letech, která vrcholu Pico Cristóbal Colón dosáhla dne 13. prosince. 
Česká expedice ve složení Ivo Müller, David Landsperský a Jonáš Müller úspěšně dosáhla vrcholu Pico Cristóbal Colón dne 11. ledna 2024.

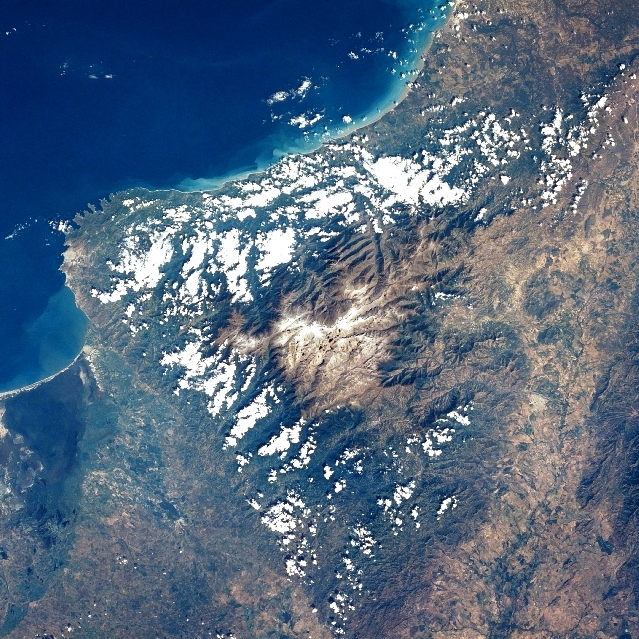
Satelitní snímek pohoří Sierra Nevada de Santa Marta